# Fresnel-zóna
Fresnel-zónának nevezzük az adó- és a vevőantenna között azt a térrészt, amely ténylegesen részt vesz a két pont közötti energiatovábbításban. Az elsődleges Fresnel-zóna a leglényegesebb, mivel ebben a tartományban történik az energiatovábbítás 75%-a. Stabil pont-pont összeköttetések esetén elsődleges szempont, hogy ebben a zónában ne legyen semmi, ami árnyékoló hatást fejt ki a rádióhullámokra.

## A Fresnel-zóna mérete[1]
A Fresnel-zóna maximális sugarát az AB vonal felénél határozhatjuk meg.
{\displaystyle AN_{1}+N_{1}B=l_{1}+l_{2}+{\frac {\lambda }{2}}}
Belátható, hogy ha a Fresnel-zóna határvonalának bármely pontján olyan reflektáló pont van, ami AB pont között fejt ki reflekáló hatást, akkor ez a reflektált jel ellentétes fázissal jut el egyik pontról a másikra, így gyengíti az átvitt jel térerősségét.
Az AN1N0 és a BN0N1 háromszögekből adódóan:
{\displaystyle AN_{1}={\sqrt {l_{1}^{2}+r_{Fr}^{2}}}=l_{1}+{\frac {r_{Fr}^{2}}{2l_{1}}}}
{\displaystyle BN_{1}={\sqrt {l_{2}^{2}+r_{Fr}^{2}}}=l_{2}+{\frac {r_{Fr}^{2}}{2l_{2}}}}
{\displaystyle {\frac {b}{2}}{\biggl (}{\frac {1}{l_{1}}}+{\frac {1}{l_{2}}}{\biggr )}={\frac {\lambda }{2}}}
Ebből következően az elsődleges Fresnel-zóna maximális sugara:
{\displaystyle r_{Fr}={\sqrt {\frac {l_{1}l_{2}\lambda }{l_{1}+l_{2}}}}}
Továbbá kiszámíthatjuk az n-edik zóna sugarát:
{\displaystyle r_{Fr_{n}}={\sqrt {\frac {l_{1}l_{2}\lambda n}{l_{1}+l_{2}}}}}
A Fresnel-zóna formája egy olyan forgásellipszoid, amelynek fókuszai A és B pontokban vannak.